# Challenger de Lugano 2022
El torneo Challenger Città di Lugano 2022 fue un torneo de tenis perteneció al ATP Challenger Tour 2022 en la categoría Challenger 80. Se trató de la 14.ª edición, el torneo tuvo lugar en la ciudad de Lugano (Suiza), desde el 28 de marzo hasta el 4 de abril de 2022 sobre pista dura bajo techo.

## Jugadores participantes del cuadro de individuales
| Favorito | País                            | Jugador               | Rank1 | Posición en el torneo |
| -------- | ------------------------------- | --------------------- | ----- | --------------------- |
| 1        | Bandera de Estados Unidos       | Maxime Cressy         | 72    | Primera ronda         |
| 2        | Bandera de Moldavia             | Radu Albot            | 117   | Primera ronda         |
| 3        | Bandera de Alemania             | Mats Moraing          | 125   | Primera ronda         |
| 4        | Bandera de Francia              | Pierre-Hugues Herbert | 134   | Semifinales           |
| 5        | Bandera de Bosnia y Herzegovina | Damir Džumhur         | 136   | Segunda ronda         |
| 6        | Bandera de Austria              | Dennis Novak          | 140   | Primera ronda         |
| 7        | Bandera de Francia              | Hugo Grenier          | 154   | Primera ronda         |
| 8        | Bandera de Suiza                | Dominic Stricker      | 157   | Primera ronda         |

- 1 Se ha tomado en cuenta el ranking del 21 de marzo de 2022.

### Otros participantes
Los siguientes jugadores recibieron una invitación (wild card), por lo tanto ingresan directamente al cuadro principal (WC):
- Rémy Bertola
- Kilian Feldbausch
- Leandro Riedi

Los siguientes jugadores ingresan al cuadro principal tras disputar el cuadro clasificatorio (Q):
- Dan Added
- Gijs Brouwer
- Chung Yun-seong
- Jérôme Kym
- Aldin Šetkić
- Otto Virtanen

## Campeones

### Individual Masculino
- Luca Nardi derrotó en la final a  Leandro Riedi, 4–6, 6–2, 6–3

### Dobles Masculino
- Ruben Bemelmans /  Daniel Masur derrotaron en la final a  Jérôme Kym /  Leandro Riedi, 4–6, 7–6(5), [10–7]